# ジッパ・ディー・ドゥー・ダー
「ジッパ・ディー・ドゥー・ダー」（英語: Zip-a-Dee-Doo-Dah）は、1946年公開のディズニー映画『南部の唄』の挿入歌。1947年のアカデミー歌曲賞を受賞している。作曲はアリー・リューベル、作詞はレイ・ギルバート。映画では「リーマスおじさん」を演じたジェームズ・バスケットが歌っている。
「ジッパ・ディー・ドゥー・ダー」というのは、あまり使われない表現ではあるが、映画の場面における輝かしく、清々しい気分を表すのに適した表現である。
『星に願いを』（1940年のディズニー映画『ピノキオ』の主題歌）と共に、アメリカ映画主題歌ベスト100にも選ばれており、ディズニー映画を代表する楽曲の1つである。

## カバーしたアーティスト
多くの歌手、バンドによってカバーされ、ポップ・チャートの常連となった。
- ジョニー・マーサーとパイド・パイパーズ（英語版）（1946年、B面「Ev'rybody Has a Laughing Place」）
- The Modernaires（英語版）とポーラ・ケリー（1946年、B面「Too Many Irons In The Fire」）
- ジョージ・オルセン（英語版）（1946年、A面「Through A Thousand Dreams」）
- サミー・ケイオーケストラ（1947年）
- ボブ・B・ソックス&ザ・ブルー・ジーンズ（英語版）（1962年、B面「Flip and Nitt」）
- レイ・コニフSingers（1963年、B面「わが心はむせび泣く（英語版）」）
- ビッグスリー（英語版） （1963年、ライブアルバム(EP)『At the Cavern（英語版）』収録）
- ディオンヌ・ワーウィック（1963年、アルバム『プレゼンティング・ディオンヌ・ワーウィック』収録）
- コニー・フランシス（1963年、アルバム『Connie Francis Sings Award Winning Motion Picture Hits（英語版）』収録）
- デイヴ・クラーク・ファイヴ（1964年、アルバム『The Dave Clark Five Return!』収録）
- ルイ・アームストロング（1968年、アルバム『Disney Songs The Satchmo Way』収録）
- スプリームス（1968年、アルバム『Diana Ross & the Supremes Sing Disney Classics』収録）
- ジャクソン5（1979年、アルバム『Zip A Dee Doo Dah』）
- ジェームス・ラスト（1979年、アルバム『Copacabana – Happy Dancing』収録）
- スティーヴ・ミラー・バンド（1988年、アルバム『Born 2 B Blue』収録）
- マミーズ (バンド)（英語版）（1994年、アルバム『Party at Steve's House』収録）
- 鈴木亜美（2006年、配信限定で発売）
- ルーザー・ディキンソン（英語版）（2012年、B面「夢見る人」）
- ビル・オーカット（英語版）（2013年、アルバム『A History Of Every One』収録）

## 使用曲の変更
日本では東京ディズニーリゾート内にあるモノレール「ディズニーリゾートライン」の駅舎内において、本曲がBGMとして使用されていたが、2022年8月19日から使用されなくなった。東京ディズニーリゾートの運営会社であるオリエンタルランドはJ-CASTの取材に対し、「多様性を反映することですべてのゲストがより気持ちよくお過ごしいただくことの一環」と本曲の使用取りやめを認めた上で、本曲がBGMとして採用されている同リゾート内の他の場所での変更については「継続的に検討しているが、具体的な時期は未定である」と答えている。また、舞浜駅は2023年4月15日に40周年記念発車メロディに変更され、その後2024年6月6日にファンタジースプリングスオープン記念発車メロディを経て2025年6月6日に通常仕様に戻されたが、その際には『ホール・ニュー・ワールド』に曲が変更されている。
本曲が挿入されている『南部の唄』を巡っては、黒人描写の問題により、全米黒人地位向上協会からの抗議を受け、1986年から封印作品の扱いとなっており、2020年時点でもウォルト・ディズニー・カンパニーが「時代に適していない」とコメントするなど、その方針を変えておらず、実際に『南部の唄』をテーマにしたアトラクション「スプラッシュ・マウンテン」の題材が、アメリカ国内のディズニーパークにおいて別の映画に変更されることを発表している。